# Roy Sandstrom
Eric Roy Sandstrom (* 11. September 1931 in Kingston upon Hull; † 19. Mai 2019 in Australien) war ein britischer Sprinter.
Bei den Olympischen Spielen 1956 in Melbourne schied er über 100 m im Viertelfinale und über 200 m im Vorlauf aus. In der 4-mal-100-Meter-Staffel kam er mit der britischen Mannschaft auf den fünften Platz.
1958 erreichte er bei den British Empire and Commonwealth Games in Cardiff über 100 Yards das Halbfinale und siegte mit dem englischen Team in der 4-mal-110-Yards-Staffel. Kurz danach kam er bei den Leichtathletik-Europameisterschaften in Stockholm über 100 m ins Halbfinale und gewann mit der britischen 4-mal-100-Meter-Stafette Silber.
1955 wurde er über 100 Yards Englischer Meister.

## Persönliche Bestzeiten
- 100 Yards: 9,7 s, 1958
- 100 m: 10,3 s, 19. August 1956, Budapest
- 200 m: 21,5 s, 1958